# Suflet
Un suflet, în majoritatea tradițiilor spirituale, filozofice și psihologice, reprezintă esența imaterială (muritoare sau uneori nemuritoare) a unei persoane sau lucru viu. Multe sisteme filozofice și spirituale învață că oamenii au suflete; unele atribuie suflete tuturor lucrurilor vii și chiar obiectelor fără viață (cum ar fi râurile); această credință este în mod curent numită animism. Se crede adesea că sufletul iese din corp și continuă să trăiască după moartea unei persoane, iar unele religii afirmă că Dumnezeu este cel care creează suflete.
Sufletul este adesea considerat parte integrală și esențială pentru conștiință și personalitate, poate funcționa ca un sinonim pentru spirit, minte sau sine, deși despre termenul de suflet s-a spus că funcționează într-un mod suficient de diferit de spirit și psihic încât să nu fie folosit interschimbabil.
Sufletul poate fi considerat ca o entitate independentă sau ca întreaga ființă vie (om sau animal). Din punct de vedere științific existența sufletului nu a fost dovedită niciodată, acesta fiind doar un concept fictiv.

## Aspecte lingvistice

### Etimologie
Termenul modern englez soul derivat din engleza veche sáwol, sáwel (prima dată atestat în poemul secolului al 8-lea Beowulf v.2820 și în Psaltirea lui Vespasian 77.50), înrudit cu alte termene germanice și baltice exprimând aceeași idee, încluzând goticul saiwala, sêula, sêla din germana înaltă veche, saxona veche sêola, sêla, sîla din olandeza veche, sála din limba nordică veche cât și lituanianul siela. O etimologie mai îndepărtată decât termenul germanic este nesigură. O sugestie comună este legătura cu termenul de "ocean (mare)" (eng. "sea"), și numai din această evidență, s-a speculat că triburile germanice timpurii credeau că spiritele decedaților se odihnesc pe fundul unei mări sau ceva similar. O sugestie mai recentă relaționează termenul de o rădăcină a cuvântului "legătură", germanul *sailian (OE sēlian, OHG seilen), legat de noțiunea de a fi "legat" în moarte, și de practica ritualului de legare sau închiderea corpului decedatului într-un mormânt pentru a preveni reîntoarcerea sa ca o stafie.
Cuvântul este în orice caz o adaptare clară de către primii delegați către popoarele germane, în special Wulfila, apostolul către goți (secolul al IV-lea) a unui concept germanic, fabricat ca traducere a grecescului ψυχή psychē "viață, spirit, conștiință".
Cuvântul grecesc este derivat dintr-un verb "a răcori, a sufla" și astfel se referă la vitala respirație, principiul animat în oameni și alte animale, opus cuvântului σῶμα (soma) însemnând "corp". Se poate referi la o stafie sau spirit al mortului din Homer, și mai mult la o noțiune filozofică a unei esențe nemuritoare și imateriale lăsate în urmă la moarte, încă de pe vremea lui Pindar. Latinul anima reprezentat ca o traducere a cuvântului ψυχή încă din timpul lui Terențiu. Psihic apare juxtapus lângă σῶμα, de exemplu în Matei 10:28:
— καὶ μὴ φοβεῖσθε ἀπὸ τῶν ἀποκτεννόντων τὸ σῶμα, τὴν δὲ ψυχὴν μὴ δυναμένων ἀποκτεῖναι•
φοβεῖσθε δὲ μᾶλλον τὸν δυνάμενον καὶ ψυχὴν καὶ σῶμα ἀπολέσαι ἐν γεέννῃ.
Biblia vulgata: et nolite timere eos qui occidunt corpus animam autem non possunt occidere sed potius eum timete qui potest et animam et corpus perdere in gehennam.
Biblia de la București atestată(1688): "Și nu vă teamereți de ceia ce omoară trupul, iară sufletul nu-l pot omorî; ce vă teameți mai vîrtos de cela ce poate pierde sufletul și trupul în gheena."
În septuaginta(LXX), cuvântul ψυχή traduce ebraicul נפש nephesh, însemnând "viață, suflare vitală", de ex. în Facerea 1:20
— וַיֹּ֣אמֶר אֱלֹהִ֔ים יִשְׁרְצ֣וּ הַמַּ֔יִם שֶׁ֖רֶץ נֶ֣פֶשׁ חַיָּ֑ה
LXX: καὶ εἶπεν ὁ θεός ἐξαγαγέτω τὰ ὕδατα ἑρπετὰ ψυχῶν ζωσῶν.
Biblia vulgată:Creavitque Deus cete grandia, et omnem animam viventem atque motabilem.
Biblia de la București atestată(1688): "Și făcu Dumnezău chitoșii cei mari și tot sufletul vitelor tîrîtoare care au scos apele, după fealiurile lor..."
Nephesh ințial însemna gât, mai târziu ajungând să desemneze alături de viață și persoana umană sau un pronume personal.
Apostolul Pavel a folosit specific ψυχή și πνεῦμα pentru a disinge între noțiunile evreiești a נפש nephesh și רוח ruah (spirit) (de exemplu în LXX, Facerea 1:2 וְר֣וּחַאֱלֹהִ֔ים = πνεῦμα θεοῦ = spiritus Dei = "Spiritul lui Dumnezeu").

### Semantică
Deși termenii de suflet și spirit sunt uneori folosite interschimbabil, sufletul poate să denote un aspect mai lumesc și mai puțin transcendental al unei persoane. Potrivit psihologului James Hillman, sufletul are o afinitate pentru gândurile negatice și imagini, în timp ce spiritul caută să se ridice peste încurcăturile vieții și morții. Termenii de suflet și psihic pot fi de asemeni tratate ca sinonime, deși psihic are o conotație mai mult fizică, în timp ce suflet este conectat mai îndeaproape de spiritualitate și religie.

## Viața și moartea
Religiile ce sunt înscrise la opinii non-monoteiste, în special religiile Dharmice, pot avea concepte diferite, cum ar fi reîncarnarea, nirvana, etc.

## Perspective filozofice
Grecii antici foloseau același cuvânt pentru 'viu' cu 'însuflețit'. Astfel, cea mai veche opinie filozofică occidentală ce a supraviețuit poate sugera că termenii de "suflet" și "plin de viață" erau sinonime - poate nu ca având viață universal presupunea stăpânirea unui suflet ca în Budism, ci că completa "plenitudine de viață" și "sufletul" erau relaționate conceptual.
Francis M. Cornford îl citează pe Pindar când spune că sufletul doarme în timp ce trupul este activ, dar atunci când cineva doarme, sufletul este activ și relevă în mulți un vis "ce răsplătește cu bucurie sau întristare în curând".
Erwin Rohde scrie că în timpurile pre-Pitagoreice exista credința că sufletul nu avea viață când pleca din trup, și se retrăgea în Hades fără nici o speranță de a se întoarce într-un trup.

### Socrate și Platon
Platon, reflectând asupra cuvintelor învățătorului său Socrate, considera sufletul ca fiind esența unei persoane, ființe, ceea ce decide cum ne comportăm. El considera această esență ca un ocupant necorporal, etern al ființei noastre. În timp ce corpurile mor, sufletul este în continuu renăscut ulterior în alte corpuri. Sufletul Platonic cuprinde 3 părți:
1. Logosul - (mintea, nous, sau rațiunea) - (trad."Cuvântul")
2. Thymos/Thumos (emoția, plin de spirit sau masculinul) - (trad."Îndrazneală/Spirit")
3. Eros-ul (apetitul, dorința sau femininul)
Toate acestea au o funcție într-un suflet echilibrat și împăcat.

### Aristotel
Aristotel, urmându-l pe Plato, a definit sufletul ca fiind miezul sau "esența" unei ființe umane, dar argumentând împotriva faptului că acesta ar avea o existență separată în întregime. În vederea lui Aristotel, sufletul unui lucru viu este activitatea sa, aceasta fiind, "viața" sa; spre exemplu, sufletul unui ochi, scria el, dacă ar fi o formă de viață independentă în sinea lui, ar fi văzul. Din nou, dacă un cuțit ar avea suflet, acțiunea de a tăia ar fi sufletul lui, deoarece "tăierea" este esența a ceea ce înseamnă să fi un cuțit. Spre deosebire de Plato și tradițiile religioase, Aristotel nu a considerat sufletul în întregimea sa, ca fiind un ocupant separat, fantomatic al corpului (așa cum nu putem separa activitatea de a "tăia" de cuțit). În timp ce sufletul, din perspectiva lui Aristotel, este de fapt o realitate a corpului viu, nu poate fi imortal (când un cuțit este distrus, tăierea încetează). Mai precis, sufletul este "prima realitate" a unui corp: capacitatea sa simplu pentru viața însăși, separată de diferitele abilități ale sufletului, cum ar fi senzația, nutriția și așa mai departe, care atunci când sunt aplicate constituie "a doua realitate", ce putem să o numim "împlinirea". "Toporul are o margine pentru tăiat" era, pentru Aristotel, analog cu "Oamenii au corpuri pentru activitatea umană". Activitatea rațională a părții intelectuale a sufletului, împreună cu celelalte două părți ale sufletului-partea sa vegetativă și animalică, ce o are în comun cu celelalte animale-astfel în viziunea lui Aristotel constituie esența unui suflet uman. Aristotel a folosit conceptul său de suflet în multe din lucrările sale; De Anima (Despre suflet) oferă un bun loc de plecare pentru a câștiga o mai mare înțelegere asupra perspectivelor lui.
Este o dezbatere nesfârșită asupra viziunilor lui Aristotel cu privire la nemurirea sufletului uman; Aristotel este foarte clar, totuși spre sfârșitul lucrării sale, De Anima, el crede că partea intelectuală a sufletului este eternă și separabilă de corp. Nu este clar, totuși, în ce grad acest suflet este individual. Spre exemplu, Aristotel scrie că sufletul după moarte "nu își amintește", o viziune compatibilă cu credințele obișnuite grecești. Poate că nu valorează nimic că interpretările lui Aquino ale acestor remarci, relatarea lui Aristotel asupra vieții de apoi este mai similară cu cea a creștinilor decât pare la prima vedere.
Aristotel a împărțit abilitatea intelectuală în două părți principale, "deliberativă" sau "calculată" și cea "științifică" sau "teoretică". Prima din acestea apoi a subdivizat-o, pentru a produce o tripărțire a sufletului intelectual ca tehnic, prudent și teoretic. Prima dintre acestea este arta, ce are obiectul în ceva exterior omului, produsul activității sale. A doua, prudența, are exprimarea în activitatea însăși; este uneori numită și "arta" efectuarii. Cea mai înaltă expresie a ei este politica, în care, în corpul lucrărilor lui Aristotel, tratatul său asupra eticii servește ca o introducere. Prudența este preocupată cu ceea ce omul ar trebui să facă, și astfel cu viitorul. A treia parte a abilității intelectuale, înțelegerea științifică, este activitatea supremă a talentului și potrivit omului în sine, din moment ce este funcționarea intelectului său ce îl diferențiază de celelalte animale. Teoria este preocupată cu natura, și cu ceea ce este decât cu ceea ce omul ar trebui să facă. În timp ce acestea sunt părți din abilitatea rațională a omului, activitatea lor corectă constituie "excelențele" sau "virtuțiile" o părții raționale din om, din care sunt cinci: arta, prudența și știința, corespunzând cu numele acestor abilități în sinea lor, cât și "nous", adesea tradus ca "înțelegere" sau "inteligență" și "sophia" sau "înțelepciune". Nous este o cunoaștere intuitivă a primelor principii, ce sunt indemonstrabile; sophia este combinația acestei "înțelegeri" cu știința.

### Avicenna și Ibn al-Nafis
Urmându-l pe Aristotel, medicii filozofi musulmani persani, Avicenna și Ibn al-Nafis, au elaborat mai departe înțelegerea Aristotelica a sufletului și au dezvoltat propriile lor teorii asupra sufletului. Ambii au făcut o distincție între suflet și spirit, și în special, doctrina Avicenniană asupra naturii sufletului a fost influentă printre scolastici. Unele din perspectivele lui Avicenna asupra sufletului includ ideea că imortalitatea sufletului este o consecință a naturii sale, și nu un scop ce trebuie să îl îndeplinească. În teoria sa din "Cele zece intelecte", el vedea sufletul uman ca al zecelea și ultimul intelect.
În timp ce a fost încarcerat, Avicenna a scris celebra sa lucrare "Omul plutitor", experiment mental menit să demonstreze conștiența de sine umană și caracterul material al sufletului. Le spunea cititorilor săi să se imagineze suspendați în aer, izolați de orice senzație, lucru ce include nici un contact senzorial cu trupul lor. Argumentează că, în acest scenariu, cineva încă ar avea conștiința se sine. Astfel el concluzionează că ideea de sine nu este dependentă logic de nici un obiect fizic, și că sufletul nu ar trebui văzut în termeni relativi, ci ca pe o substanță oferită primordial. Această afirmație a fost rafinată și simplificată mai târziu de René Descartes în termenii epistemici când spunea: "Pot abstractiza din supozițiile tuturor obiectelor externe, dar nu din supoziția propriei mele conștiințe."
Avicenna în general sprijinea ideea lui Aristotel că sufletul originează din inimă, în timp ce Ibn al-Nafis pe cealaltă parte respingea această idee, și argumenta în schimb că sufletul "este relaționat la întreg și nu la unul sau mai multe organe". Critica mai departe ideea aristotelică că fiecare suflet unic are nevoie de existența unei surse unice, în acest caz inima. Ibn al-Nafis concluziona că "sufletul este relaționat primar nici la spirit și nici la vreun organ, ci mai degrabă la întreaga materie al cărui temperament este pregătit să primească acel suflet" și definește sufletul ca nimic alceva decât "ceea ce un om indică când spune "Eu"".

### Toma de Aquino
Urmându-l pe Aristotel și Avicenna, sfântul Toma de Aquino înțelegea că sufletul este primul principiu, sau act al corpului. Totuși, teoria epistemologică a sa necesita ca, din moment ce sufletul intelectual este capabil să cunoască toate lucrurile materiale, și din moment ce trebuie să cunoști un lucru material nu trebuie să fie în suflet nimic material, sufletul să fie definitiv non-corporial. De aceea, sufletul operează separat de corp și astfel poate continua și fără corp. Mai mult decât atât, din moment ce sufletul rațional al ființelor umane era real și nefiind alcătuit din materie sau formă, nu putea fi distrus în nici un proces natural. Întregul argument despre nemurirea sufletului și elaborarea lui Aquino asupra teoriei aristotelice este găsit la Întrebarea 75 din Summa Theologiae.

### Immanuel Kant
În discuția sa despre psihologie rațională, Immanuel Kant (1724-1804) identifica sufletul cu "Eu" în sensul strict și că existența experienței interioare nu poate fi validată dar nici invalidată. "Nu putem demonstra unei a priori imaterialitatea sufletului, ci numai atât cât toate proprietățile și acțiunile sufletului nu pot fi cogniscibile de materialitate." Este "Eu", sau sufletul, din care Kant propune raționalizarea transcedentală, dar avertizează că o astfel de raționalizare nu poate stabilii decât limitele cunoașterii dacă trebuie să rămână practică.

### James Hillman
Psihologia contemporană este definită ca studiul proceselor mentale și comportamentale. Totuși cuvântul de ""psihologie"" înseamnă literalmente "studiul sufletului" și psihologul James Hillman, fondatorul psihologiei arhetipice, a fost acreditat cu "restaurarea 'sufletului' în "termenii săi psihologici."." Deși termenii de suflet și spirit sunt adesea văzute ca sinonime, Hillman argumentează că se pot referii chiar la componente antagonice dintr-o persoană. Rezumând perspectivele lui Hillman, autorul și psihoterapeutul Thomas Moore asociază spiritul cu "viața de apoi, aspecte cosmice, speranțe și valori idealiste, și adevăruri universale", în timp ce plasează sufletul "în grosul lucrurilor: în refulat, în umbră, în mizeria vieții, în boli, și în durerea și confuzia iubirii" Hillman crede că religia - în special monoteismul și credințele monahale - și psihologia umanistă s-au îngrijit de spirit, adesea la cheltuiala nefericită a sufletului. Asta se întâmplă, spune Moore, deoarece pentru a transcende "condiția joasă a sufletului...se pierde legătura cu sufletul, iar o spiritualitate schizionistă, fără vreo influență din partea sufletului, cade repede în categoria literalismului extrem și fanatismului distructiv."
Psihologia arhetipală a lui Hillman este în multe feluri o încercare de a îngrijii sufletul adesea neglijat, ce Hillman în vede ca "auto-menținut și formând substratul" peste care conștiința este întemeiată, și "care face înțelesul posibil, [adâncește] evenimentele în experiență, este comunicată în iubire, și are o preocupare religioasă" cât și "o relație specială cu moartea". Îndepărtându-ne de dualismul cartezian "între realitatea noastră tangibilă și stările interioare ale minții," Hillman ia poziția Neoplatonică și anume că există "o a treia, poziție de mijloc" în care sufletul sălăsluiește.. Psihologia arhetipală recunoaște această a treia poziție prin a se acorda la, și deseori accepta, arhetipurile, visurile, miturile, și chiar psihopatologiile prin care sufletul, în perspectiva lui Hillman, alege să se exprime.

### Filozofia minții
Pentru o înțelegere contemporană a sufletului/minții și a problemei cu privire la relația la creier/corp, să considerăm respingerea dualismului minte-corp a lui Descart prin argumentul "stafia din mașinărie" a lui Gilbert Ryle, incontestabilul fin argument al lui Richard Swinburne pentru suflet, și dezvoltările făcute în neuro-știință ce cu fermitate descoperă adevărul/falsitatea conceptului de suflet/minte independentă. Filozofia minții și filozofia identității personale de asemeni contribuie la înțelegerea contemporană a sufletului/minții. Abordarea contemporană nu adresează așa mult existența unui suflet independent, considerând conceptul mai puțin relevant. Progresele făcute în neuroștiință servesc în principiu să sprijine ipoteza identității minte-creier, arătând gradul ridicat de relaționare între stările mentale și stările fizice ale creierului. Noțiunea de suflet are o mai mică putere explicativă într-o viziune a lumii occidentale ce preferă explicațiile empirice implicând elemente observabile și localizabile în creier. Chiar și așa, mai rămând obiecte considerabile pentru a le identifica cum ar fi teoria identității. Notabilii filozofi ca Thomas Nagel și David Chalmers au argumentat asupra faptului că relația dintre stările fizice ale creierului și stările mentale nu este suficientă pentru a sprijinii teoria identității. Nagel (1974) afirmă că nici o cantitate de date fizice nu este suficientă pentru a oferi ideea de "cum te simți" a experienței unei persoane, iar Chalmers (1996) susține o verigă lipsă justificabilă dintre funcțiile creierului și experiența fenomenală. În concluzie, teoria identității creier-minte ține cont foarte puțin de fenomenele mentale gen qualia și intenționalitatea. În timp ce neuroștiința a făcut multe pentru a ne ilumina asupra funcționării creierului, multe din experiențele subiective rămân misterioase.

## Perspective religioase

### Bahá'í
Credința Bahá'í afirmă că "sufletul este un semn al lui Dumnezeu, o gemă cerească a cărui realitate chiar și cei mai învățați dintre oameni au eșuat a înțelege, și al cărui mister nici o minte, oricât de ascuțită, poate spera să îl descopere.. Bahá'u'lláh afirmă că sufletul continuă nu numai să trăiască după moartea fizică, ci de fapt, este nemuritor. Raiul poate fi văzut oarecum ca o apropiere a sufletului de Dumnezeu; și iadul ca o stare de îndepărtare de Dumnezeu. Fiecare stare apare ca o consecință naturală a eforturilor individuale, sau a lipsei lor, de a dezvolta spiritualitatea. Bahá'u'lláh învață că indivizii nu au o existență mai înainte de viața lor aici pe Pământ și că evoluția sufletului este întodeauna spre Dumnezeu și opusă față de lumea materială.

### Budism
Budismul ne învață că toate lucrurile sunt într-o stare continuă de flux: toate se schimbă, și nici o stare permanentă nu există prin sinea sa. Asta se aplică ființelor umane cât și oricăror lucruri din cosmos. Astfel, o ființă umană nu are un sine permanent. Potrivit acestei doctrine de anatta (Pāli; Sanskrită: anātman) - "fără sine" sau "fără suflet" - termenii de "Eu" sau "mine" nu se referă la nimic fix. Sunt pur și simplu niște termeni convenabili ce ne permit să ne referim la o entitate mereu schimbătoare.
Doctrina anatta nu este vreun fel de materialism. Budismul nu neagă existența entităților "imateriale", iar ea (cel puțin tradițional) distinge între stările corpului și stările minții. Astfel, traducerea convențională a termenului de anatta prin "fără suflet" poate fi confuză. Dacă termenul de "suflet" se referă simplu la o componentă necorporială în lucrurile vii ce continuă după moarte, atunci Budismul nu neagă existența sufletului. În schimb, Budismul respinge existența unei entități permanente ce rămâne constantă în spatele componentelor corporiale schimbătoare și non-corporiale ale unei ființe vii. Așa cum trupul se schimbă din moment în moment, astfel și gândurile vin și pleacă. Și nu există nici o minte subiacentă permanentă ce trăiește aceste gânduri, ca în Cartezianism; ci mai degrabă, stările conștiente mentale se nasc și mor simplu fără vreun "gânditor" în spatele lor. Când trupul moare, procesele mentale necorporiale continuă și suntem renăscuți într-un nou corp. Pentru că procesele mentale sunt într-o constantă schimbare, ființa ce este renăscută nu este nici complet diferită, dar nici exact la fel cu cea care a murit. Totuși, ființa nouă este continuu cu ființa ce a murit - în același mod în care "tu" din acest moment ești continuu cu "Tu" dintr-o clipă dinainte, în ciuda faptului că tu ești într-o constantă schimbare.
Învățăturile budiste conțin noțiunea că un sine trainic și permanent este o înșelăciune, iluzie ce este una din cauzele de bază a conflictelor umane la nivelurile emoționale, sociale și politice. Ei adaugă, că o înțelegere de anatta oferă o descriere mai corectă a condiției umane, și că o astfel de înțelegere ne permite să pacificăm Dorințele noastre cotidiene.
Diferite școli de budism au păreri împărțite asupra ce anume continuă după moarte. Școala Yogacara din Budismul Mahayana spune că sunt rezervoare de conștiințe ce continuă să existe după moarte. În unele școli, în special Budism tibetan, perspectiva este că sunt trei minți: Mintea-Foarte-Subtilă, ce nu este dezintegrată după moarte; Mintea-Subtilă, ce este dezintegrată în moarte, și mai este "mintea-visătoare" sau "mintea inconștientă"; și Mintea-brută. Mintea-brută nu există atunci când cineva doarme, și astfel este și mai impermanentă decât Mintea-Subtilă, ce nu există în moarte. Mintea-Foarte-Subtilă, totuși, continuă, și când se "prinde" sau coincide din nou cu fenomene, o nouă Minte-Subtilă se formează, cu propria personalitate/presupuneri/obiceiuri și că aceea entitate/persoană trăiește karma în continuum-ul ce se desăvârșește atunci.
Trebuie să menționăm polaritatea în Budismul Tibetan dintre shes-pa (principiul conștiinței) și rigpa (conștiința pură egală cu natura lui Buddha). Conceptul de persoană ca tulku oferă o și mai mare controversă. Un tulku a obținut, datorită austerității eroice și pregătirii ezoterice( sau datorită talentului înnăscut combinat cu un mare devotament al minții-subtile în momentul morții), obiectivul de a-și transfera "identitatea" personală (sau natura/devotamentul) de la o renaștere la alta (spre exemplu, tibetanii îl consideră pe Dalai Lama un tulku). Mecanica din spatele acestora funcționează după cum urmează: deși natura-Buddha nu se încarnează, sinele individual conține skandhas, sau componente, ce trec prin renaștere. Pentru o persoană obișnuită, skandhas se unesc într-un fel în care se dizolvă în clipa morții. Astfel, elemente ale personalității transformate se reîncarnează, dar își pierd unitatea ce reprezintă personalitatea unui anumite persoane. În cazul tulku, totuși, se spune că obțin suficientă "cristalizare" a skandhas într-o manieră în care aceste skandhas nu se desfac complet în clipa morții unui tulku; ci mai degrabă are loc o reîncarnare directă. În această nouă naștere, tulku stăpânește o continuitate de identitate/devotament personală, înrădăcinată în faptul că după moarte conștiința sau shes-pa (tot un fel de skandha numită vijñāna) nu s-a dizolvat, ci are suficientă durabilitate pentru a supraviețui renașteri repetate. Din moment ce, mintea-subtilă se formează la încarnare, și mintea-brută apare în perioade de suficientă conștiență în cadrul unor încarnări, nu este nici totuși nici o contradicție: natura originală a minții-foarte-subtile, anume că mintea/claritatea sa ireductibilă a cărui funcție este să cunoască, nu are un "trup", și mințile neprelucrate ce se ivesc "peste" ea în timp ce plutește în derivă/călătorește/visează, nu sunt continue. Orice continuitate de conștiență obținuită de un tulku este simplu o mai mare continuitate decât aceea obținută de/în o încarnare normală, în timp ce trece prin mai multe, este doar o diferență de grad.
Despre plante s-a spus că sunt non-conștiente (無情), dar călugării budiști ar trebui să evite tăierea sau arderea copacilor, pentru că anumite ființe conștiente se bazează pe ele. Unii călugări Mahayana au spus că ființele non-conștiente, cum ar fi o plantă sau o piatră au natura-Buddha. Unii budiști au spus despre plante sau conștiință divizibilă.
Cu certitudine budiștii moderni, în special în țările occidentale, resping conceptul de renaștere sau reîncarnare ca fiind incompatibil cu noțiunea de anatta, sau cel puțin iau o poziție agnostică față de concept. Stephen Batchelor discută acest aspect în cartea sa Budismul fără credințe. Alții indică spre cercetări făcute la Universitatea din Virginia pentru a demonstra că cel puțin unii oameni sunt renăcuți.

### Creștinism

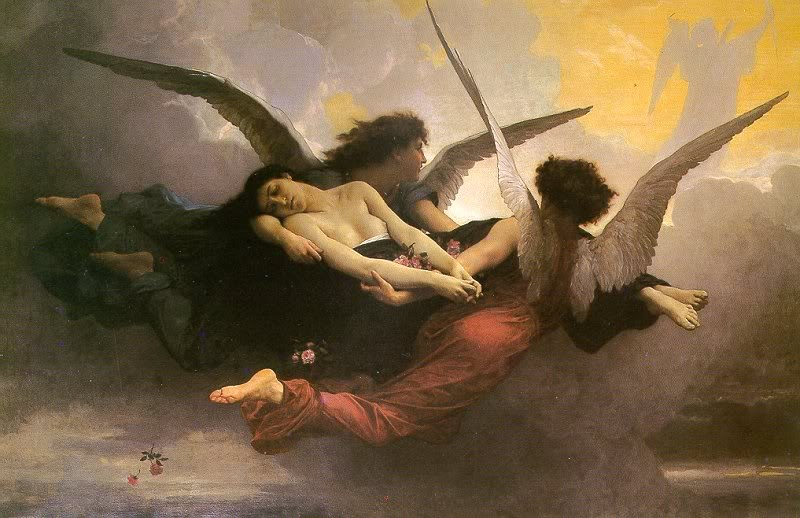
Sufletul mutat în Rai de William Bouguereau

Perspectiva creștină asupra sufletului este bazată atât pe învățăturile Vechiului cât și ale Noului Testament. Vechiul Testament conține afirmațiile "Și ca pulberea să se întoarcă în pământ cum a fost, iar sufletul să se întoarcă la Dumnezeu, Care l-a dat" (Eclesiastul 12:7) și "Atunci, luând Domnul Dumnezeu țărână din pământ, a făcut pe om și a suflat în fața lui suflare de viață și s-a făcut omul ființă vie." (Facerea 2:7). În Noul Testament poate fi găsită o afirmație făcută de apostolul Pavel, "Precum și este scris: <<Făcutu-s-a omul cel dintâi, Adam, cu suflet viu>>, iar Adam cel de pe urmă, cu duh dătător de viață;" (1 Corinteni 14:45)
Majoritatea creștinilor înțeleg sufletul ca o realitate ontologică distinctă de, și totuși conectată cu, trupul. Caracteristicile sale sunt descrise în termeni morali, spirituali și filozofici. Când oamenii mor, sufletele lor vor fi judecate de Dumnezeu ce le determină trăirea veșnică în rai sau în iad. Deși toate ramurile creștinismului - catolicii, est ortodocși și ortodoxi orientali, evanghelici sau linia-principală protestantă - învață că Iisus Hristos joacă un rol decisiv în procesul de mântuire, detaliile acestui rol și partea redată de persoanele individual sau ritualurile și relațiile ecleziastice, sunt o problemă de mare diversitate în doctrina oficială a Bisericii, speculație teologică și practică populară. Unii creștini cred că dacă cineva nu s-a căit pentru păcatele sale și nu se încrede în Iisus Hristos ca Domn și Mântuitor, el/ea va ajunge în iad și va suferi separație eternă de Dumnezeu. De asemeni există variații pe această temă, ex. unii susțin că sufletele nedrepte vor fi distruse în loc să sufere etern (Anihilaționism). Credincioșii vor moștenii viață eternă în Rai și se vor bucura de frăția eternă cu Dumnezeu. Mai este de asemeni o credință că bebelușii (inclusiv cei nenăscuți) și cei cu dificultăți mentale și cognitive ce au murit vor fi primiți în Rai în baza milosteniei lui Dumnezeu prin intermediul sacrificiului lui Iisus.

#### Sufletul la inițierea vieții
Printre creștini, există incertitudine privind problema dacă embrionii umani au suflete, și la ce moment dintre concepție și naștere, fetusul dobândește un suflet și conștiință. Această incertitudine este raționamentul general din spatele credințelor creștine privind legalizarea avortului.

#### Credințe Romano-catolice
Catehismul prezent al Bisericii Catolice definește sufletul ca "cel mai lăuntric aspect al oamenilor, acela de cea mai mare valoare pentru ei, acela prin care sunt în mod special în imaginea lui Dumnezeu: "sufletul" simbolizează principiile spirituale din oameni." În clipa morții, sufletul ori merge în Purgatoriu, Rai sau Iad. Sufletele celor care mor necăiți de păcate mari, sau în respingere conștientă de Dumnezeu, sunt pierduți pe veci într-o stare numită Iad. Relativ puține suflete sunt suficient de pure pentru a fi unite cu Dumnezeu de prima dată - a "intra în Rai". Pentru cei de la mijloc, Purgatoriul - adesea descris ca un loc, de fapt doctrina Catolică nu spune direct, unde se face un proces de purificare, de ispășire a păcatelor dinainte de botez ce sunt iertate prin mila Domnului și răscumpărate prin suferința și moartea lui Hristos. Biserica Catolică învață viziunea creaționistă a originii sufletului: "Doctrina credinței afirmă că sufletul spiritual și nemuritor este creat imediat de Dumnezeu."
Întrebarea dacă femeile au suflet a fost rezolvată în 1950 de Biserica Catolică.

#### Credințe Creștin Ortodoxe
Perspectivele ortodox estice și orientale sunt oarecum similare în esență cu perspectivele romano-catolice deși diferă în detalii. Creștinii ortodocși cred că după moarte, sufletul este judecat individual de Dumnezeu, și apoi trimis ori în sânul lui Avraam (paradis temporar) sau Hades/Iad (tortură temporară). La Judecata de Apoi, Dumnezeu judecă toată omenirea ce a trăit vreodată. Cei ce se dovedesc a fi drepți merg în Rai (paradisul permanent) în timp ce condamnații trăiesc Lacul de Foc (tortură permanentă). Biserica Ortodoxă nu învață despre existența Purgatorului.

#### Credințe Protestante
În general protestanții cred în existența sufletului. A credință obișnuită este că sufletul este reînnoit nu la moarte, ci la momentul salvării prin Iisus Hristos, luând în considerație 2 Corinteni 5:17, "Deci, dacă este cineva în Hristos, este făptura nouă; cele vechi au trecut, iată, toate s-au făcut noi!" printre alte versete similare. Apoi sufletul reînnoit sau spiritul este primit de Dumnezeu la momentul morții. De aceea, Protestanții nu cred de regulă în ideea de Purgatoriu.
Teoria "absenței din trup, și prezent cu Dumnezeu" afirmă că sufletul în clipa morții, imediat devine prezent la sfârșitul timpului, fără a trăi nici o trecere a timpului între ele. Unii identifică această credință ca fiind aceeași cu somul sufletului din moment ce nu relatează ce se întâmplă cu sufletul între timp, totuși s-a scos în vedere că toate grupările cred în existența lui Dumnezeu în afara timpului. Alții tot nu consideră asta o validare a teoriei. Aceștia ar spune că Apostolul Pavel nu voia să spună decât faptul că mai degrabă ar vrea să fie prezent cu Dumnezeu decât să trăiască în trupul pământesc. Unii Protestanți mai convenționali susțin credințe similare cu ortodocșii creștini în timp ce Biserica de vârf Anglicană este cunoscută că menține crezuri romano-catolice cu privire la soarta sufletului.
Anumiți teologii protestanți consideră că deși atât Vechiul Testament cât și Noul Testament sunt ambigue în ce privește natura sufletului, ținând cont că ambele au fost în majoritate scrise și și-au primit redactarea finală în perioada de intens contact al evreilor cu persanii și (după cucerirea lui Alexandru) cu grecii, sunt suficiente argumente de ordin scriptural care să apare o viziune monistă a naturii umane, una în care sufletul este viața umană sau emoția omului însele. Joel B. Green este alături de alții un astfel de teolog; acesta scrie: Termenul ebraic nefeș este folosit în referințe la o întreaga persoană ca sediu al emoțiilor și dorințelor, nu la un suflet interior ca și cum ar fi ceva separat de ființă. El poate fi tradus în multe locuri ca persoană sau chiar pronume personal (de ex. Levitic 2 :1; Levitic 4:2, Levitic 7:20). Nefeș denotă întreaga persoană umană, dar poate fi de asemenea fi folosit cu referire la animale (de ex. Facere 1:12; Facere 2 :24; Facere 9 :10) (p. 157, capitolul VII, lucrarea Ce s-a întâmplat cu sufletul?, editată de Warren S. Brown, Nancey Murphy și H. Newton Malony, editura Augsburg Fortress 1998.)
Ecleziastul capitolul 3 spune: (verset 18) Și am zis iar în inima mea despre fiii oamenilor: "Dumnezeu a orânduit să-i încerce, ca ei să-și dea seama că nu sunt decât dobitoace". (19.) Căci soarta omului și soarta dobitocului este aceeași: precum moare unul, moare și celălalt și toți au un singur duh de viată, iar omul nu are nimic mai mult decât dobitocul. Și totul este deșertăciune! (20.) Amândoi merg în același loc: amândoi au ieșit din pulbere și amândoi în pulbere se întorc. (21.) Cine știe dacă duhul omului se urcă în sus și duhul dobitocului se coboară în jos către pământ?
Explicația pentru diversitatea de opinii ale Bibliei în raport cu chestiunea sufletului este că aceasta a fost scrisă într-o perioadă cosmopolită, de împrumuturi de idei între comunități și culturi, fapt care a dus la producerea de materiale exprimând o diversitate de opinii, unele adăugate mai devreme corpului scriptural, altele fiind adausuri mai tardive. Eclesiastul 12:7 de exemplu, citat mai sus în deschiderea secțiunii creștinism a articolului, este un astfel de exemplu de adaus tardiv în textul Ecclesiastului, Ecclesiast care el însuși a fost scris târziu, prin anii 350 î.e.n. ([…], iar limba sa e târzie, fiind presărată nu numai cu aramaisme, ci și cu elenisme (Eccl. 3:12) - Vechiul Testament, Edmond Jacob, Humanitas 1993, p. 151).
Conceptul creștin despre dualismul trup-suflet își are originea în cultura Greciei antice, fiind introdus în teologia creștină din epoca timpurie de Grigroe de Nisa și Augustin.
În timpul lui Iisus Hristos încă nu era clar dacă învierea e sau nu un element central al religiei, în plus ea fiind considerată un eveniment realmente surprinzător. 
Noțiunea (de înviere a morților) pare a fi intrat în iudaism în perioada elenistică, în iudaismul clasic moartea fiind punctul final al existenței

#### Credințe Christadelfiene
Christadelfienii cred că suntem toți creați din praful pământului și devenim suflete vii din momentul în care primim "suflarea vieții" bazată pe relatarea creației omenirii din versetul biblic Facerea 2. Ei cred că suntem muritori și când murim suflarea părăsește trupul, iar corpurile noastre se întorc în pământ. Ei cred că suntem muritori până în clipa învierii morților când Hristos se va întoarce pe acest Pământ și oferă nemurire credincioșilor. Între timp, morții zac în pământ în somnul morții până la venirea lui Iisus.

#### Credințele Bisericii lui Isus Hristos a Sfinților din Zilele din Urmă
Biserica lui Isus Hristos a Sfinților din Zilele din Urmă învață că atunci când trupul și spiritul sunt conectate în mortalitate, acesta este Sufletul Omului (Omenirii). Adepții cred că sufletul este uniunea unui spirit, ce a fost creat anterior de Dumnezeu, cu un trup, ce a fost format prin concepție fizică pe Pământ.

#### Credințele Bisericii Adventiste de Ziua a Șaptea
Adventiștii de ziua a șaptea cred că principala definiție a termenului de "suflet" este o combinație de spirit(suflare vitală) și trup, respingând ideea că sufletul are o conștiință sau o existență conștientă în sinea sa. Ei afirmă asta prin versetul Facerea 2:7 "Atunci , luând Domnul Dumnezeu țărână din pământ, a făcut pe om și a suflat în fața lui suflare de viață și s-a făcut omul ființă vie."(suflet viu).

#### Credințele Martorilor lui Iehova
Martorii lui Iehova consideră cuvântul ebraic nephesh, ce se traduce în mod obișnuit prin "suflet", a fi o persoană, un animal, sau viața de care se bucură o persoană sau un animal. O persoană vie sau o creatură ce respiră. Ei cred că termenul ebraic ruach (grecescul pneuma), tradus în mod curent prin "spirit" dar literalmente înseamnă "vânt", se referă la forța vitală sau puterea ce animă lucrurile vii. Pentru ei, o persoană este o făptură ce respiră, un trup animat de "spiritul lui Dumnezeu", și nu o făptură invizibilă conținută într-un corp, capabilă să supraviețuiască desprinsă de trup, după moarte. Aceasta este în temă cu credința lor că Iadul reprezintă primejdioasa și posibil eterna anihilare a celor răi decât o tortură eternă.

#### Opinii diferite
Unii creștini consideră sufletul ca esența nemuritoare a omului - reședința sau locul voinței, înțelegerii și personalității umane.
Alții resping ideea de nemurire a sufletului, amintind referința din Simbolul apostolic la "învierea trupului" (cuvântul Grecesc pentru corp/trup este soma σωμα, ce implică întreaga persoană, nu sarx σαρξ, termenul pentru carne sau cadavru). Ei consideră sufletul ca fiind forța vitală, ce se sfârșește în moarte și este restaurat prin înviere. Teologul Frederick Buechner rezumă această poziție în 1973 în cartea sa Fluierând în întuneric "... mergem în mormintele noastre morți de-a binelea și ni se oferă viețile noastre înapoi de la Dumnezeu (ex. învierea) ca și atunci când ni s-au oferit pentru prima oară de la El."
Augustin, unul din cei mai influenți prim gânditori creștini din Creștinismul Occidental, descria sufletul ca "o substanță specială, înzestrată cu rațiune, adaptată că stăpânească peste trup". Unii creștini îmbrățișează o perspectivă tricotomică a oamenilor, ce caracterizează oamenii constând într-un corp (soma), suflet(psihic), și spirit (pneuma), totuși majoritatea învățaților Biblici moderni scot în evidență modul cum termenii de spirit și suflet sunt folosiți interschimbabil în multe pasaje biblice, și astfel iată dihotomia: Ideea că fiecare dintre noi este trup și suflet. Pavel a spus că "trupul, se războiește împotriva" sufletului, și că "Îmi ghiontesc corpul", pentru a-l menține sub control. Filozoful Anthony Quinton a spus că sufletul este o "serie de stări mentale conectate prin continuitatea caracterului și a memoriei, [și] este constituentul esențial al personalității. Sufletul, astfel, nu este doar logic distinct de orice trup uman cu care este asociat; ci de asemeni este ceea ce face o persoană." Richard Swinburne, un filozof creștin al religiei de la Universitatea Oxford, a scris că "Este o frecventă critică a dualismului substanței că dualiștii nu pot spune ce sunt sufletele...Sufletele sunt subiecte imateriale cu proprietăți mentale. Au senzații și gânduri, dorințe și credințe, și îndeplinesc acțiuni intenționate. Sufletele sunt părți esențiale din ființele umane..."
Originea sufletului a generat o întrebare uneori iritantă în Creștinism; Marile teorii puse la înaintare cuprind creaționismul sufletului, traducianismul și preexistența. Potrivit creaționismului, sufletul fiecărui individ este creat direct de Dumnezeu, ori chiar în momentul concepției sau la un moment mai târziu (gemenii identici se formează la câteva diviziuni celulare după concepție, dar nici un creaționist nu ar nega faptul că au suflete întregi). Potrivit traducianismului, sufletul provine din părinți prin generare naturală. Potrivit teoriilor preexistente, sufletul există mai înainte de momentul concepției.

### Hinduism
În Hinduism, cuvintele sanskrite cele mai apropriate în corespondență cu suflet sunt "Jiva", "Atman" și "Purusha", însemnând Sinele individual. Termenul de "suflet" induce în eroare pentru că implică un obiect ce îl posezi, în timp ce Sinele semnifică subiectul ce percepe toate obiectele. Acest sine este considerat a fi distinct de variatele facultăți mentale cum ar fi dorințele, gânditul, înțelegerea, raționamentul și imaginea de sine(ego), toate acestea fiind socotite a fi o parte din Prakriti (natură).
Toate cele trei mari școli de filozofie Hindu sunt de acord, pe baza relevației Vedice, că Atman sau jivatman (Sinele individual) este relaționat la Brahman (literal însemnând "Imensitatea") sau Sinele Suprem al Universului (Paramatman). Dar diferă în natura acestei realții. În Advaita Vedanta (non-dualism) Sinele Individual (jivatman) și Sinele Suprem (paramatman) sunt una și același lucru. Dvaita sau Dualismul respinge acest concept de identitate, în schimb identificând Sinele ca fiind separat dar o parte similară cu Sinele Suprem (Dumnezeu), și nu iși pierde niciodată identitatea individuală. Vishishtadvaita sau Non-dualismul calificat preia o poziție de mijloc și acceptă jivatman ca un "mod" [prakara] sau atribut al Brahman.
Jivatman devine implicat în procesul de devenire și transmigrație prin cicluri de naștere și moarte datorită ignoraței și propriei sale naturi. Calea spirituală constă în realizarea Sinelui - un proces în care cineva dobândește cunoaștere de Sine (brahma-jñanam) și prin intermediul acestei cunoașteri aplicată prin meditație și realizare se întoarce apoi la Sursa ce este Brahman.
Calitățile ce sunt în comun atât la Brahman și la jivatman sunt: ființa (sat), conștiința (chit), și fericirea/iubirea (ananda). Liberarea sau Moksha (eliberarea finală) este scăparea de toate atributele (upadhis) limitatoare și unificarea cu Brahman.
Versetul 7 din Upanișada Mandukya descrie Atman-ul în următorul mod:-

"Nu cognitiv interior, nu cognitiv exterior, nu amândouă-cognitiv înțelept, nu o masă cognitivă, nu cognitiv, nu non-cognitiv, nevăzut, fără de care nu poate fi comportare, intangibil, neavând vreo trăsătură distinctivă, non-gânditor, ceea ce nu poate fi numit, esența asigurării ce este starea de a fi unul cu Sinele, încetarea dezvoltării, liniște, blândețe, fără vreun secund (a-dvaita) - astfel cred ei că este al patrulea. Acesta este Sufletul. Asta ar trebui discernut."

Existența Atman nu are nevoie de nici o dovadă din moment ce este auto-evident. Printr-un proces de auto-interogare (atma-vichara) unul ajunge să își înțeleagă natura. Acest proces este unul de negaer al tuturor conceptelor obiective și al interogării continue "Cine sunt Eu?" Sunt eu trupul? Sunt simțurile? Sunt gândurile? etc., o dată ce toată obiectivitatea a încetat, ce rămâne este purul Sine subiectiv - acesta este Atman.
Din moment ce calitatea Atman este în principiul conștiință - toate ființele conștiente și inconștiente sunt pătrunse de Atman - inclusiv plantele, animalele, oamenii și zeii. Diferența dintre ele stă în starea micșorată sau extinsă a conștiinței. Spre exemplu animalele și oamenii au în comun, dorința de a trăi, frica de moarte, dorința de a procrea și a-și proteja familiile și teritoriul și nevoia de somn. Dar conștiința animalelor este mai micșorată și are mai puțină posibilitate de a se extinde decât conștiința oamenilor.
Când Atman devine încorporat se numește naștere, când Atman părăsește corpul se numește moarte. Atman-ul transmigrează dintr-un corp în altul bazându-se pe reacțiile karmice (faptele făcute).

### Islam
Allah relatează în Quran "Și te întreabă (O Muhammad SAW) cu privire la Ruh (Spiritul); Spune: Ruh-ul (Spiritul): este unul din lucrurile, a cărui cunoaștere este numai la Domnul meu. Și din această cunoaștere, voi (omenirea) vi s-a oferit doar puțin."(Nobilul Coran, Surat Al 'Isra', Versul 85)
Este un hadith expus de Abd Allah ibn Mas'ud, în care afirmă că sufletul este plasat în embrion la 40 de zile după ce are loc fertilizarea. Această versiune de hadith este sprijinită de alte hadith relatate de Muhammad al-Bukhari și Muslim ibn al-Hajjaj.
După moarte, spiritul unei persoane este extras din corp și intră într-o stare intermediară numită drept Barzakh, un univers paralel ce oamenii din lumea muritorilor nu îl pot vedea. Această etapă rezultă într-o stare de somn rece în care sufletul se va odihni până la Ziua Judecății. Persoana ori este recompensată în următorul domeniu de existență prin intrarea în Rai dacă au ascultat poruncile lui Allah sau pedepsită dacă nu l-au ascultat. (Coran 66:8, 39:20,).

Pentru că aceasta este starea necredincioșilor, când moartea vine la unul din ei și spune: "Doamne, trimite-mă înapoi. Pentru a face drept în lucrurile ce le-am neglijat". Niciodată, nu este un cuvânt ce îl spune. După toate acestea este Barzakh până în ziua în care toți vor fi ridicați" Coran 23: 99-100.

Interogarea făcută de îngeri are loc cu oricine care moare, indiferent de cum este îngropat în mormânt sau incinerat sau cadavrul său este scufundat în râu sau mâncat de păsări carnivore sau animale.
Ruh-ul este un corp spiritual; posedă Qalb (Inimă Spirituală) constând în emoții și conștient. Corpul spiritual sălăsluiește în sânge și inimă.
Profetul Islamic Mahomed a spus: "somnul este sora morții" cât și: "mormântul este prima etapă în călătoria spre eternitate." În timpul somnului îngerii iau sufletul dar conexiunea la trup rămâne. Exemplu unui vis este destul de suficient pentru a înțelege îndoiala că, uneori, un trup mort rămâne neîngropat timp de trei sau patru zile și totuși nici un sunet de întrebări și răspunsuri este auzit de cineva. În vis, de asemeni, tot felul de lucruri i se întâmplă unui om, el vorbește, mănâncă și bea dar nici o dovadă nu este observată de cei din jurul lui.

### Iudaism
Termenul iudaism este ambiguu, căci el se poate referi la religii destul de diferite: există o familie de iudaisme numite sacrificiale, care au existat înainte de ultima dărâmare a Templului din Ierusalim de către romani, și un iudaism rabinic, care a apărut după distrugerea Templului, și care el este o religie tot atât de diferită de iudaismul dinaintea anilor 70 e.n. pe cât este și creștinismul.
A vorbi deci despre concepția iudaismului despre suflet, presupune în mod inevitabil să faci o istorie a modului cum evreii au înțeles această noțiune.
Evreii, ca toți vecinii și rudele lor din Canaan și Orientul Apropiat, au crezut din cele mai vechi timpuri într-o formă de existență după moarte, și în existența unui suflet, deși modul cum au fost înțelese aceste noțiuni a variat de la o clasă socială la alta și de la o epocă la alta. Un lucru este însă cert, anume că o lungă perioadă evreii n-au fost dualiști, ei considerând ființa umană a fi un tot, și nu drept combinație dintre un trup și-un suflet. De aceea traducerea în Biblie a termenului ebraic “nefeș” (נפש) ca "suflet", este eronată, la evreii timpului acest termen însemnând doar principiu vital sau sediu al activități psihice, care nu putea să funcționeze niciodată în lipsa trupului.
De la un anumit moment, elitele religioase (preoțimea iahvistă) au încercat să suprime credințele populare în suflet (care să nu uităm, era perceput ca o conștiință întrupată) și continuarea existenței după moarte. Motivația era simplă: iudaismul născut fiind într-un mediu politeist, orice practică și credință legată de cultul morților și într-o viață după moarte, presupunea acceptarea existenței șeol-ului (iadul iudaismului timpuriu), care în credințele canaaneene era sub dominația unui zeu de resort, ori preoții iahviști voiau să stârpească monolatria (henoteismul) populară. Concepțiile orientale în legătura cu cultul morților erau deci viguros atacate de către secțiunea monoteistă a clerului evreiesc (iahviștii), pentru că acestea știrbeau din unicitatea și puterea lui Iahve.
În fața persistenței cultului morților și a necromanției conexe, partida monoteistă a fost forțată să monteze o critică radicală a credinței într-o existență (viață) conștientă după moarte, ei pretinzând că după deces orice relație cu cei vii și Dumnezeu e imposibilă.
La nivel oficial cel puțin, evreii încetau să mai creadă deci în existența sufletului (ca trup dotat cu o conștiință) după moarte. Ca alternativă la vechea credință în suflet, iahviștii au propus existența unei vieți după moarte, anume la sfârșitul lumii, într-o împărăție a lui Dumnezeu pe pământ, numită de ei lumea care-va-să-vie (olam ha-ba). Această idee rațional atât de atractivă, a unei lumi situate departe în timp (viitor), și nu una departe în spațiu ("ceruri"), mai rezonează și azi, după mai bine de 2600 de ani de când a fost propusă prima dată, în conștiința evreilor laicizați, așa cum se poate constata din scrierile filozofului român Henri Wald, care spunea că "Este de înteles o "lume de apoi", dar nu o "lume de dincolo": transcendența ține de timp, nu de spațiu, este o posibilitate în viitor, nu o realitate în altă parte. "Lumea cealaltă" este o contradicție în termeni, deoarece înseamnă "dincolo de infinit". De fapt, "lumea cealaltă" nu este decât o anti-lume, închipuită în opoziție cu lumea noastră: o lume a adevărului fără eroare și minciună, a binelui fără rău, a frumosului fără urât, a tinereții fără bătrânețe, populată cu ființe nemuritoare, atotștiutoare și atotputernice." (Henri Wald, Înțelesuri iudaice, Hasefer, București, 1995, p. 90).
Evreii aflați sub monarhia judeeană au sfârșit prin a fi și ei, la un moment dat, ca și frații lor israeliți un pic mai înainte, înglobați violent în imperiile vremii, fapt care a obligat elitele preoțești de la Ierusalim să propună o nouă interpretare teologică a istoriei, una care revenea, din necesitate, la mai vechile credințe populare într-o existență peste mormânt, deci și a unui suflet. Acest lucru a fost necesar pentru că oamenii nu-și mai puteau explica cum un dumnezeu pretins a fi drept și bine-intenționat în ce-i privește, mai putea reține aceste calități, cât timp ei erau înrobiți de străini, iar statul lor virtuos adus în neființă. Exilul babilonian, mai târziu dominația persană dar mai ales cea elenistă (și mai târziu romană), au reprezentat tot atâtea traumatisme care rămâneau fără sens fără o schimbare de concepție teologică.
Influența culturilor persană și mai ales elenistă au jucat în mod cert un anumit rol în această schimbare de concepție teologică; schimbarea însăși a fost și a rămas disputată aprig, chiar până la dispariția în istorie a vechiului iudaism pre-rabinic. Populația urbană și clasa dinastică a preoțimii din sinedriu (saduceii) educate fiind și de la un anumit moment încolo substanțial elenizate, au continuat să respingă ideea de suflet și viață după moarte, în timp ce grupurile naționaliste de pioși, precum fariseii, ca și acelea de mistici apocaliptiști, au îmbrățișat, ca mai târziu și creștinii, noile concepții dualiste despre suflet, care, ca o ironie a istoriei, erau tipice gândirii grecești.
În epoca contemporană, așa cum s-a întâmplat întotdeuna în istoria lor, evreii continuă să întrețină, funcție de individ sau mișcarea religioasă de care aparține fiecare, o varietate de opinii privitoare la existența și natura sufletului, sau a vieții după moarte.
Membrii iudaismului ortodox cred în existența unei vieți după moarte, a unei învieri și reîntrupări a morților. Membrii iudaismului reformei resping toate aceste credințe, în timp ce membrii iudaismului conservator afișează o varietate de opinii privitoare la această chestiune care acoperă întreaga gamă, de la respingerea totală, tipică iudaismului reformei, până la adoptarea completă, tipică iudaismului ortodox.

### Jainism
Potrivit Jainismului, Sufletul (Jiva) de asemeni există, având o existență separată de corpul ce îl găzduiește. Orice făptură vie de la o plantă sau bacterie până la om, are un suflet. Sufletul (Jiva) este diferențiat de non-suflet sau realitate nevie (ajiva) ce constă în: materie, timp, spațiu, mediu de mișcare și mediu de odihnă.
Pentru adepți, Moksa- realizarea sufletului și salvarea lui - sunt cele mai înalte obiective de atins. Cele mai multe texte Jaina se referă la aspecte diferite ale sufletului ex. calitățile sale, atributele, legătura și interacțiunea cu alte elemente, și salvarea sa prin viziunile corecte, cunoașterea corectă și conduita corectă. Cele de mai jos sunt citate despre suflet din ''Pancastikayasara'', un text Jainist din secolul I scris de ''Acharya Kundakunda'':

- Calitățile sufletului și stările sale de existență sunt descrise în versetul 16 - Jiva (Sufletul) și alte Dravyas (substanțe) sunt reale. Calitățile Jiva sunt cetana însemnând conștiință și upoyoga adică cunoaștere și percepție, ce sunt variate. Sufletul se manifestă în forma următoare ca un deva însemnând un demi-zeu, ca un om, ca o ființă infernală sau ca o plantă sau animal.
- Permanența și modurile sufletului sunt descrise în Versetul 18 - Deși sufletul trăiește atât prin naștere și prin moarte, nu este nici distrus și nici creat. Descompunerea și originea se referă respectiv la dispariția stării uneia și apariția unei alte stări iar acestea sunt doar caracteristicile sufletului.
- Ciclul de transmigrație a sufletului până atinge Nirvana sau eliberare este descris în Versetul 21 - Astfel Jiva cu însușirile și caracteristicile, hoinărind în samsara (univers), își poate pierde forma sa particulară pentru a-și asuma una nouă. Din nou această formă poate fi pierdută și dobândit originalul.

În alt text, Bhavapahuda, gatha 64, Acharya Kundakunda, descrie sufletul astfel:
rasamaruvamagandham avvattam cedanagunasamaddam
janamalingaggahanam jivamanidditthasanthanam
Acesta se traduce după cum urmează:
Sufletul este fără gust, culoare și nu poate fi perceput prin cele 5 simțuri. Conștiința este principala însușire. Cunoaște sufletul pentru a fi liber de orice sex și nelegat de orice dimensiune, formă sau mărime.
De aici rezultă că potrivit Jainismului sufletul este indestructibil și permanent din punct de vedere al substanței. Este temporar și mereu schimbător din punct de vedere al caracteristicilor lui. Răspunsurile lui Mahaviras la diferite întrebări înregistrate în Bhagvatisutra demonstrează o recunoaștere că sunt aspecte complexe și multiple ale adevărului și realității și o abordare exclusiv reciprocă nu poate fi luată pentru a explica o astfel de realitate:
Gutama: Doamne! Este sufletul permanent sau nepermanent?
Mahavira: Sufletul este atât permanent cât și nepermanent. Din punct de vedere al substanței este etern. Din punct de vedere al caracteristicilor trece prin naștere, descompunere și distrugere și astfel nepermanent.
Sufletul trece prin modificări continue cât despre karma o atrage și astfel se reîncarnează în următoarele patru stări de existență-
- ca un semi-zeu în Rai, sau
- ca un suflet chinuit în Iad, sau
- ca o ființă umană pe un Continent, sau
- ca un animal, plantă, sau micro-organism.

Sufletul este întodeauna găsit a fi în legătură (împreună cu karma sa) încă de la lipsa de început a timpului și de aici trece continuu prin cicluri de nașteri și moarte în aceste patru stări de existență până când atinge eliberare (Moksa).
Credințele Jainiste asupra sufletului pot fi rezumate astfel:
- Sufletele sunt clasificate ca - cotidiene, ce nu sunt suflete eliberate, și sufletele eliberate ce au obținuit "Dumnezeitate" prin combinația corectă de vederi, cunoaștere și conduită.
- Sufletele cotidiene sunt mai departe clasificate în baza evoluției simțurilor și facultăților ce le posedă. Spre exemplu, oamenii sunt clasificați ca suflete cu 5 simțuri iar plantele și microbii sunt clasificate ca suflete cu un singur simț.
- Conștiința caracterizată prin percepție și cunoaștere, sunt calitățile intrinseci sufletului.
- Sunt o foarte mare mulțime de specii de forme de viață aflate în patru stări de existență în care sufletul transmigrează într-un ciclu continuu până când obține salvarea.
- O Ființă Supremă ca un creator sau operator al acestui univers nu există. Un suflet este stăpânul propriului său destin. Este propriul lui Domn. Suferința și eliberarea sufletului nu depind de nici o milă divină. Obține salvarea prin propriile sale eforturi.
- Fiecare suflet are capacitatea de a obține "Dumnezeitatea" în nașterea sa umană. Asta este obținută prin îndepărtarea karmei acumulate.
- Liberarea este permanentă și ireversibilă. Sufletul eliberat fiind fără formă și necorporial în natura sa, trăiește cunoaștere infinită, omnisciență, putere infinită și fericire infinită după eliberare.
- Chiar și după eliberare și dobândirea "Dumnezeității", sufletul nu se contopește în nici o entitate (cum este în alte filozofii), ci își păstrează individualitatea.

### Sikhism
Sikhismul consideră Sufletul (atma) ca fiind o parte din Sufletul Universal, ce este Dumnezeu (Parmatma). Diferite imnuri sunt cântate din cartea sacră "Sri Guru Granth Sahib" (SGGS) ce sugerează această credință. "Dumnezeu este în Suflet și Sufletul este în Dumnezeu." Același concept este repetat la diferite pagini ale SGGS. Spre exemplu: "Sufletul este divin; divin este sufletul. Slăviți-l pe El cu iubire." și "Sufletul este Domnul, și Domnul este Suflet; contemplând Shabad-ul, Domnul este găsit."

### Taoism
Potrivit tradițiilor chinezești, fiecare persoană are două tipuri de suflet numite hun și po, ce sunt respectiv yang și yin. Taoismul crede în zece suflete, sanhunqipo(三魂七魄) "trei hun și șapte po" Pò-ul este conectat la trupul mort din mormânt, în timp ce hun-ul este conectat la o bucată ancestrală. Despre o ființă vie ce își pierde oricare din ele se spune că are o boală mintală sau inconșțiență, în timp ce un suflet mort se poate reîncarna într-o invaliditate, domenii cu dorințe scăzute sau nu se poate reîncarna deloc. De asemenea, Călătorii în Iad spune că pot exista sute de suflete divizibile.

### Alte credințe și perspective religioase
În referințele teologice către suflet, termenii de "viață" și "moarte" sunt văzute ca definitiv mai accentuat decât conceptele obișnuite de "viață biologică" și "moarte biologică". Deoarece despre suflet se spune că este transcedental existenței materiale, și se spune că are (potențial de) viață eternă, despre moartea sufletului se spune de asemeni că este o moarte eternă. Astfel, în conceptul de Judecată Divină, se spune în mod obișnuit despre Dumnezeu că are opțiuni în distribuirea sufletelor, începând de la Rai(ex. Îngeri) până la Iad(ex. Demoni), cu diferite concepte între ele.În mod obișnuit despre Rai cât și despre Iad se spune că sunt eterne, sau că cel puțin sunt cu mult peste tipicul concept uman al speranței de viață și timp.
În religia Egiptului antic, se spunea despre un individ că este alcătuit din diferite elemente, unele fizice alte spirituale.
Kuttamuwa a fost în secolul al 8-lea Î.Hr. un oficial regal din Sam'al ce a poruncit și inscripționat o stelă, ce a fost ridicată după moartea sa. Inscripția cerea ca cei ce îl plâng să comemoreze viața sa și viața sa de apoi cu dineuri "pentru sufletul meu ce stă în această stelă". Este cea mai veche referință existentă cu privire la ideea de suflet separat de trup. Stela de 360 kg din bazalt are 91 cm înalțime și 61 cm lată. A fost descoperită în al treilea sezon de excavații al expediției Neubauer al Institutului Oriental din Chicago, Illinois.
Unii transumaniști cred că va deveni posibil a se executa un transfer mental, ori dintr-un corp uman în altul, ori dint-un corp uman într-un calculator. Operații de acest gen (alături de teleportare), ridică întrebările filozofice legate de conceptul de suflet.
Încrucișând anumite religii, conceptul de teriantropie spirituală și credința în existența otherkin de asemeni se ivește. Teriantropia implică credința că o persoană sau sufletul ei are o conexiune spirituală, emoțională, sau mentală cu un animal. O astfel de credință se poate manifesta în multe forme, și multe explicații pentru ea se rezumă adesea la credințele religioase ale persoanei. Otherkin dețin o credință similară: Ei își văd sufletele ca parțial sau complet non-umane, și nu neapărat necesar din această lume.
O altă credință ce dezvoltă diferite perspective religioase este superficial similară cu Teriantropia: Daemonismul. Luându-ne după daemoni din Substanțele sale Întunecate, unii oameni cred că sufletul lor este reprezentat printr-un daemon (His Dark Materials), un însoțitor animal a cărui formă reflectă personalitatea umană. Spre deosebire de Teriantropie, cei care practică Demonismul mențin o oarecare dualitate, în care sinele lor animal este ori sufletul lor ori o reprezentare a sufletului. În mod obișnuit, adepții acceptă că sunt în întregime umani, deși au fost cazuri de terianiști ce practică daemonismul. Daemieni, așa cum se numesc, de obicei încearcă să comunice cu sufletul lor prin vizualizare sau prin oferirea unui gen și unui nume. Totuși, vederea Daemonului ca actualul suflet al unei persoane gradual iese din folosință.
În Teosofie sufletul este domeniul activității noaste psihologice (gândirea, emoțiile, memoriile, dorințele, voința și așa mai departe) cât și așa numitele phenomene paranormale sau psihice (percepția extrasenzorială, experiențele extra-corporale, etc) Totuși, sufletul nu este cea mai înaltă dimensiune a ființelor umane, ci una mai mult mijlocie. Mai înalt decât sufletul este spiritul, ce este considerat a fi adevăratul Sine; Sursa a tot ce numim "bine" - fericire, înțelepciune, iubire, compasiune, armonie, pace, etc. În timp ce spiritul este etern și incoruptibil, sufletul nu este. Sufletul funcționează ca o legătură dintre corpul material și sinele spiritual, și de aceea deține caracteristici din amândouă. Sufletul poate fi atras ori spre domenii spirituale ori spre domenii materiale, fiind astfel "câmpul de luptă" dintre bine și rău. Este numai atunci când sufletul este atras spre spiritual el se contopește cu Sinele și devine etern și divin.
Unii oameni, ce nu neapărat favorizează religia organizată, se cataloghează simplu ca "spirituali" și susțin că atât oamenii și toate celelalte creaturi vii au suflete. Unii cred mai departe că întregul univers are un suflet cosmic ca un spirit sau conștiință unificată. Astfel o concepție a sufletului se poate lega cu ideea unei existențe înainte și după cea prezentă, și cineva ar putea considera un astfel de suflet ca fiind scânteia, sau sinele, "Eu"-ul în existență ce simte și trăiește viața.
În Surat Shabd Yoga, sufletul este considerat a fi o replică exactă a scânteii Divine. Scopul Surat Shabda Yoga este cel de a realiza adevăratul Sine și Suflet al cuiva (Realizarea de Sine), Esența Adevărată (Realizarea Spiritului) și Divinitatea Adevărată (Realizarea Dumnezeiască) în timp ce trăiește în corpul fizic.
G. I. Gurdjieff preda că nimeni nu se naște cu un suflet. Ci mai degrabă, trebuie să creăm unul în cursul vieții noastre. Fără un suflet, spune Gurdjieff, am "murii precum un câine".

## Știință
Știința și medicina caută relatări naturaliste a lumii naturale observabile. Această poziție este numită naturalism metodologic. O mare parte din studiul științific cu privire la suflet, a fost investigând sufletul ca un obiect al credinței umane, sau ca un concept ce dă formă cogniției și o înțelegere a lumii, decât ca o entitate în sinea sa.
Când cercetătorii moderni vorbesc despre suflet în afara acestui context cultural și psihologic, în general tratează termenul de suflet ca un sinonim poetic pentru minte. Cartea lui Francis Crick, Uluitoarea Ipoteză, spre exemplu are subtitlul, "Știința caută sufletul". Crick ținea poziția că cineva poate învăța tot ce se poate cunoaște despre sufletul uman prin studierea funcționării creierului uman. Depinzând astfel de credințele cuiva privind relația dintre suflet și minte, descoperirile în neuroștiință pot fi relevante în înțelegerea sufletului personal.
O analogie des întâlnită este aceea de creierul este pentru minte ceea ce componentele hardware ale calculatorului sunt pentru programele (soft-urile) calculatorului. Ideea de minte ca un soft a condus pe unii cercetători a folosi termenul de "suflet" pentru a sublinia că mintea umană are puteri peste sau cel puțin calitativ diferite de ceea ce un soft artificial poate să facă. Roger Penrose expune această poziție în The Emperor's New Mind. El afirmă că mintea de fapt nu este ca un calculator așa cum este înțeles în mod obișnuit, ci degrabă ca un computer cuantic, ce poate face lucruri imposibile pe un calculator clasic, cum ar fi deciderea problemei opririi(deși calculatoarele cuantice de fapt nu pot include deciderea problemei opririi mai mult decât poate o mașină Turing, pot în schimb în teorie rezolva probleme ce ar fi necesare miliarde de ani pentru algoritme lineare pe cele mai rapide calculatoare din lume, în câteva minute sau secunde). Unii au localizat sufletul în această posibilă diferență dintre minte și un calculator clasic.
În cartea sa Consilience, E. O. Wilson nota că sociologia a identificat credința într-un suflet ca fiind una din elementele universal culturale ale omenirii. Wilson sugera că este nevoie ca biologii să investigheze cum genele umane predispun oamenii să creadă într-un suflet. Alături de alți cercetători, psihologul american Paul Bloom consideră că există în mod natural o percepție dihotomică a fizicului și a gândirii, și că asta e suficient pentru a explica apariția și persistența ideii de “suflet” la categorii umane tot atât de variate cum ar fi un boșiman animist din Africa sau un teolog catolic din Europa; el a demonstrat că fenomenul nu e influențat în mod hotărâtor de nivelul de educație sau de fondul cultural al indivizilor, căci percepția dualistă există în mod spontan chiar și la copii ateilor, la o vârstă la care e de presupus că aceștia n-au dobândit încă noțiuni religioase de la mediul din afara familiei. Studiile de psihologia copilului ale lui Paul Bloom sugerează că dualismul - și deci ideea de suflet ca entitate separată de trup - se datorează incapacității creierului de a se percepe pe el însuși; acest eșec este evident în sintagme gen “trupul meu”, care sunt formulate ca și cum trupul unui individ și acest “meu” ar fi 2 entități diferite; creierul care concepe gândul “trupul meu”, ratează astfel să realizeze că este unica sursă a gândului și în același timp parte din trupul invocat. Sfânta Teresa de Avila a remarcat în secolul al XVI-lea caracterul bizar al acestor idei în care un "eu" se percepe a fi diferit de trupul care-l generează, asta în comentariile ei despre suflet văzut a fi un castel de cristal cu multe camere.
În Descartes' Baby, Paul Bloom trage concluzia că toți oamenii se nasc “dualisti naturali”; acesta scrie: Odată ce copii învață că creierul este implicat în procesul de gândire, ei nu interpreteaza acest fapt de genul “creierul este sursa vietii mele intelectuale (gândirii) ”: ei nu devin automat materialiști; mai degrabă ei interpretează “a gândi” într-un sens îngust, concluzionând că de fapt “creierul este o proteză cognitivă, ceva adăugat sufletului, eului”, pentru a-i îmbunătăți acestuia “puterea de calcul”. Alături de predispoziția naturală a omului de a interpreta realitatea prin prisma antropomorfică și animistă, percepând agenți voluntari în fenomene naturale, dualismul spontan stă și el la baza ideii de suflet și explică în opinia unora refuzul multor indivizi de a accepta ceea ce Francis Crick numea “uluitoarea ipoteză”, anume că dualismul este fals și viața mentală ia naștere din procese fizice.
Daniel Dennett a apărat ideea că strategia de supraviețuire umană depinde enorm de adoptarea unei poziții intenționate, o strategie comportamentală ce prezice acțiunile altora bazate pe speranța că și ei au o minte ca a lor. Neuronii oglindă din regiunile creierului cum este zona Broca poate facilita această strategie comportamentală. Poziția intenționată, sugerează Dennett, s-a dovedit de un așa succes încât oamenii tind să o aplice tuturor aspectelor experienței umane, astfel conducându-ne la animism și alte conceptualizări ale sufletului.
Anumiți teologi creștini s-au arătat alarmați de succesele noilor științe ale vieții în înțelegerea naturii umane pe baze strict materialiste. Acești teologi consideră că pentru a preîntâmpina un nou front din ceea ce unii au numit “războiul cultural dintre știință și religie”, e nevoie să ținem seamă de lecțiile istoriei. Ei remarcă că și în trecut religia s-a opus în van, în secolul al XVII-lea heliocentrismului și în secolul al XIX-lea teoriei evoluției, dar că până la urmă aceasta s-a împăcat cu ideea că doctrinele geocentriste și creaționiste nu-s părți vitale ale credinței.; aceștia observă că în chestiunea existenței sufletului, a dualismului și deci a naturii umane, noile științe explică materialist din ce în ce mai mult din aspectele care fac persoana umană, iar aceste evoluții științifice vor reprezenta pentru religie o provocare încă și mai mare decât au făcut-o în trecut astronomia coperniciană sau biologia darwinistă. Sugestia lor e că orice opoziție la aceaste noi realizări științifice este contraproductivă, în măsura în care cercetătorii scripturilor creștine și evreiești știu deja de foarte mult timp că Biblia înțelegea făptura umană de maniera materialistă, dualismul trup-suflet intrând în gândirea creștină la un secol după Iisus Hristos.

## Credințe populare
Există 3 teorii populare despre felul cum ar fi apărut sufletele:

1. Dumnezeu a creat toate sufletele deodată, demult, prin fragmentarea propriului său corp spiritual. Sufletele ar fi preexistente, ele alegȃnd de bunăvoie țara, etapa istorică și părinții.

2. Dumnezeu crează sufletele în momentul concepției embrionului în pȃntecul mamei și le alipește trupurilor copiilor.

3. Sufletele iau naștere în momentul concepției embrionului în pȃntecul mamei prin fragmentarea sufletelor părinților și prin alipirea lor trupurilor copiilor.